# Radio Zeta
Radio Zeta ist ein privater Rundfunkveranstalter, der italienweit sein Programm via UKW und DAB+ verbreitet.

## Frequenzen (analog)
| Region         | Freq (MHz) |
| -------------- | ---------- |
| Toskana (Nord) | 87,50      |
| Latium         | 88,90      |
| Toskana (Ost)  | 90,00      |
| Sizilien (Süd) | 92,00      |

## Programm
Radio Zeta spielt hauptsächlich moderne Pop- und Rocksongs, italienisch und englisch gemischt. Der Hörfunksender erreicht somit die Zielgruppe der 18- bis 30-Jährigen.